# ビレッジ・バンガードの大西順子
『JUNKO ONISHI LIVE AT THE VILLAGE VANGUARD』（ビレッジ・バンガードの大西順子）は、ジャズ・ピアニストの大西順子が1994年に発表した3枚目で初めてのライブアルバムである。また、1995年5月2日に、米ブルーノート・レコードからも発売された。

## 解説
ニューヨークにある名門ジャズクラブヴィレッジ・ヴァンガードにおいて、大西順子が日本人ジャズミュージシャンとして初めて公演を行った時の記録である。

## CD収録曲
| #         | タイトル                                             | 作詞      | 作曲                       | 時間  |
| --------- | ---------------------------------------------------- | --------- | -------------------------- | ----- |
| 1.        | 「ソー・ロング・エリック」                           | -         | チャールス・ミンガス       | 8:27  |
| 2.        | 「ブルー・スカイ」                                   | -         | アーヴィング・バーリン     | 9:16  |
| 3.        | 「コンコルド」                                       | -         | ジョン・ルイス             | 6:32  |
| 4.        | 「ハウ・ロング・ハズ・ジス・ビーン・ゴーイン・オン」 | -         | 大西順子                   | 10:45 |
| 5.        | 「ダーン・ザット・ドリーム」                         | -         | ジミー・ヴァン・ヒューゼン | 6:31  |
| 6.        | 「コンジニアリティ」                                 | -         | オーネット・コールマン     | 14:02 |
| 合計時間: | 合計時間:                                            | 合計時間: | 55:33                      |       |

## LP収録曲
| #         | タイトル                   | 作詞      | 作曲                   | 時間 |
| --------- | -------------------------- | --------- | ---------------------- | ---- |
| 1.        | 「ソー・ロング・エリック」 | -         | チャールス・ミンガス   | 8:27 |
| 2.        | 「ブルー・スカイ」         | -         | アーヴィング・バーリン | 9:16 |
| 合計時間: | 合計時間:                  | 合計時間: | 17:43                  |      |

| #         | タイトル                                             | 作詞      | 作曲           | 時間  |
| --------- | ---------------------------------------------------- | --------- | -------------- | ----- |
| 1.        | 「ハウ・ロング・ハズ・ジス・ビーン・ゴーイン・オン」 | -         | 大西順子       | 10:45 |
| 2.        | 「コンコルド」                                       | -         | ジョン・ルイス | 6:32  |
| 合計時間: | 合計時間:                                            | 合計時間: | 17:17          |       |

## アルバム参加ミュージシャン
- 大西順子 - ピアノ
- レジナルド・ヴィール - ベース
- ハーラン・ライリー - ドラムス

## 制作クレジット
- エグゼクティブ・プロデューサー - 行方均
- コ・プロデューサー - 大西順子

- レコーディング・エンジニア - ジム・アンダーソン
- アシスタント・エンジニア - Brian Kingman, James Biggs, Mark Shane
- ミキシング・エンジニア - 飯田益三
- マスタリング・エンジニア - 岡崎好雄

- カバー・インナー・スリーブ写真 - Norman Saito
- アートディレクション - 多久薫
- A&R ディレクター - 津下佳子
- ライナーノーツ - 児山紀芳

## 受賞歴
- 「スイングジャーナル」誌選定ゴールドディスク
- 「スイングジャーナル」主催第28回（1994年度）ジャズ・ディスク大賞 銀賞[3]
- 「スイングジャーナル」1995年度読者人気投票「アルバム・オブ・ジ・イヤー」受賞

## リリース日一覧
| 地域           | リリース日     | レーベル                                  | 規格                   | カタログ番号 | 備考                           |
| -------------- | -------------- | ----------------------------------------- | ---------------------- | ------------ | ------------------------------ |
| 日本           | 1994年9月21日  | Somethin' Else (東芝EMI)                  | 12cmCD                 | TOCJ-5570    |                                |
| アメリカ合衆国 | 1995年5月2日   | BULE NOTE                                 | 12cmCD                 | 31886        |                                |
| 日本           | 1998年6月6日   | Somethin' Else (東芝EMI)                  | 30cmLP                 | TOJJ-5570    | 180g                           |
| 日本           | 2004年4月1日   | EMIミュージック・ジャパン                 | デジタル・ダウンロード | 94631352553  | mora AAC-LC 320kbps            |
| 日本           | 2004年4月1日   | EMIミュージック・ジャパン                 | デジタル・ダウンロード | A1000045960  | レコチョク                     |
| 日本           | 2004年4月1日   | EMIミュージック・ジャパン                 | デジタル・ダウンロード | B00461BDRI   | アマゾン mp3                   |
| 日本           | 2004年10月20日 | EMIミュージック・ジャパン                 | デジタル・ダウンロード | 8d6kgx6k57x3 | MSN Music mp3                  |
| 日本           | 2005年8月4日   | EMIミュージック・ジャパン                 | デジタル・ダウンロード | 728262000    | iTunes Store                   |
| 日本           | 2016年6月22日  | Somethin' Else (ユニバーサルミュージック) | 12cmCD                 | UCCJ-4155    | 24ビットリマスタリング、SHM-CD |